# 올랭피오의 별
《올랭피오의 별》는 허클베리 핀의 정규 세 번째 음반이다.

## 수록곡
| #   | 제목              | 작사   | 작곡   | 재생 시간 |
| --- | ----------------- | ------ | ------ | --------- |
| 1.  | 〈Time〉          | 이기용 | 이기용 | 3:19      |
| 2.  | 〈I Know〉        | 이기용 | 이기용 | 2:44      |
| 3.  | 〈물고기〉        | 이기용 | 이기용 | 3:05      |
| 4.  | 〈연〉            | 이기용 | 이기용 | 4:48      |
| 5.  | 〈Hey Come〉      | 이기용 | 이기용 | 4:44      |
| 6.  | 〈불안한 영혼〉   | 이기용 | 이기용 | 5:51      |
| 7.  | 〈K〉             | 이기용 | 이기용 | 3:53      |
| 8.  | 〈올랭피오의 별〉 | 이기용 | 이기용 | 4:38      |
| 9.  | 〈춤추는 고양이〉 | 이소영 | 이기용 | 3:49      |
| 10. | 〈민요〉          | 이기용 | 이기용 | 4:03      |
| 11. | 〈자폐〉          | 이기용 | 이기용 | 4:34      |